# ジャグラーTM
『ジャグラーTM』（ジャグラーティーエム）は、2005年に北電子が開発・販売したパチスロ機。

## 概要
筐体、BGM等の大半は『ジャグラーガール』から流用している。不評だった衝撃の告知音が廃止され、本機では無音スタート＝BIGボーナス確定という告知が付け加えられた。
『ジャグラーガール』同様、時代の流れもあって色違いが登場（緑・黒）。これにより、一時はシリーズ中最多設置率となっていた。その後、2007年に検定切れとなりホールからは撤去されている。